# Samuel Johnson (ur. 1984)
Samuel Johnson (ur. 25 stycznia 1984) – gwinejski piłkarz występujący na pozycji pomocnika.